# Allan Williams
Allan Richard Williams (Bootle, Liverpool 1930. március 17. – 2016. december 30.) brit üzletember, ügynök, a The Beatles első menedzsere. Ez utóbbi minőségében apró furgonján személyesen szállította a fiatal zenekart a németországi Hamburgba első külföldi turnéjukra, ahol a fiúk belekóstolhattak a lüktető show business világába, s ahol úgy összecsiszolódhatott játékuk, hogy rövidesen a világ színpadain is felbukkantak, és mindenhol sikert arattak.

## A család, korai évek
Allan a helyi tanácsháza felügyelőjének, Richard Edward Williamsnek és Annie Cheethamnek a gyermeke. Családfája Owen Williams (Owain Gwyrfai) -ig nyúlik vissza a múltba, aki malomépítő mester, költő és a walesi nyelvű lexikonírás úttörője volt Caernarfonshire-ben. Allan kisgyermekkorában elvesztette édesanyját, és miután apja újra megnősült, feleségül véve Millie Twigget, a két féltestvérrel (Olwyn, szül. 1937. és Graham, szül. 1938.) gyarapodott családdal Litherlandban élt. Kamaszévei derekán megszökött otthonról, hogy Joe Loss-szal énekeljen együtt az Isle of Man-ben. Később énekelt a  D'Oyly Carte Opera Company–val is, és a Blackpool rock spanyolországi népszerűsítésén és értékesítésén fáradozott.

## Liverpool zenei színpada & A Beatles Hamburgban
Williams 1958-ban a liverpooli Slater Street 21. alatt kibérelte az egykori órásműhelyt, és kávézóvá alakította át. A szórakozóhely nevét az egzotikus Jacaranda fa adta. A Jac (e néven vált közismertté a klub) 1958 szeptemberében nyílt meg a közönség előtt. A Beatles rendszeres vendég volt a klubban, hiszen tagjai közül John Lennon és Stuart Sutcliffe a közeli Liverpool Art College-ba jártak, míg Paul McCartney és George Harrison az ezzel szomszédos Liverpool Institute -ban tanult. A pályakezdő fiúk többször is kérték Allant, hogy felléphessenek a klubban, ám ő először csak a felújított női mosdó falfestését bízta Johnra és Stura – mivel ők művészeti iskolába jártak… Végül azért alkalmanként engedte őket játszani, de legtöbbször kiközvetítette a fiúkat más klubokba szerepelni – gyakran sztriptízbárban kellett pucér táncosnők vonaglásait kísérniük zenéjükkel. Mivel a Jacaranda gyorsan az alkalmi és állandó zenekarok afféle börzéjévé vált, a Beatles hamar kitűnt közülük tehetségével, és Allan komolyan elgondolkodott azon, mit lehetne kezdeni velük? Jóval később, 1980-ban terjedelmesen beszámolt az első hamburgi turné előkészületeiről. Elmesélte az új dobos, Pete Best meghallgatását, ahol szerinte „nem túl ügyes”…, de a célnak megfelelő volt. Felidézte a Hamburgban már befutottnak számító The Seniors vezetőjének,  Howie Casey-nek a figyelmeztetését is, mely szerint rossz boltot csinál, ha a „popóseggű” Beatlessel akar bármit is kezdeni Németországban. Mindezek ellenére Williams és a Beatles az apró, zsúfolásig tömött furgonon elhagyták Liverpoolt és Hamburgba utaztak. Allan a turné után is folytatta koncertekre való kiközvetítésüket, illetve azok szervezését, ám a következő hamburgi turnéval kapcsolatos pénzügyeken – tudniillik, Allan 10%-os részesedésén – összekülönböztek. Williams megszakította üzleti kapcsolatait a Beatlessel, és nagyon csalódott volt, hogy az általa különösen kedvelt Stu írta meg neki: a zenekar ennyit nem fizet menedzseri munkájáért.
1962-ben, még mielőtt Brian Epstein  a Beatles menedzsere lett volna, megkereste Williamst, hogy teljesen megbizonyosodjék arról, a fiúknak nem maradtak szerződésbeli kötelezettségeik Allannal szemben. Allan ekkor őszintén azt mondta Briannak: a világért el ne vállalja azt a kibaszott zenekart, mert úgyis cserbenhagyják.

## A Beatles utáni évek
Persze, évekkel később Williams és a Beatles már szeretettel beszéltek egymásról. Paul McCartney szavaival élve (The Beatles Anthology) Allan Williams egy hatalmas fickó volt. Allan döntő szerepet játszott az első Beatles conventions tető alá hozásában, és minden évben állandó VIP-vendége a Beatle Week Festivals rendezvényének. 1975-ben kiadta emlékiratait „Aki a Beatlest útjára engedte” címmel, amihez Lennon utóiratot is írt. Ezt a címet adta egyébként az ír Ronan Wilmot is musicaljének, melyet 2002-ben mutattak be Dublinban. Williams a legutóbbi időkig a Beatles conventions utazó nagykövete Liverpooltól Szingapúron át Dél-Amerikáig. A Jacaranda új menedzsment alatt újra kinyitott a 90-es évek derekán, és kultikus hírnevének köszönhetően sikeressé is vált az elkövetkező évtizedben; népszerű találkahelye lett az élőzenét kedvelő fiatalabb és idősebb generációknak egyaránt, és a Liverpool's Sound City zenei fesztivál sok koncertjének is helyet adott. A Jacaranda 2011 novemberében újra bezárt, majd 2014-ben újra megnyitotta kapuit a vendégek előtt.

## Család
Allan Williams 1955-ben feleségül vette Beryl Changot, két gyermekük született.